# Carmenere
Il Carménère è un vitigno a bacca nera di origine bordolese proveniente soprattutto dalla regione vinicola del Médoc. Di colore molto intenso, aggiunge brillantezza, rotondità e carattere quando viene mescolato ad altri vitigni.

## Storia e diffusione
Il Carménère deriva dalla "Vitis biturica", giunta nel bordolese in epoca romana e proveniente dal porto di Durazzo - Albania (Columella).
Dalla Vitis biturica sono stati selezionati, nel bordolese, il Carménère, il Cabernet Franc, il Merlot, il Cabernet Sauvignon, il Malbec, ecc.
Alla fine del XIX secolo è quasi sparito dalla Francia a causa della fillossera ma è tornato in auge alla fine del XX secolo e si è particolarmente diffuso nella Cordigliera delle Ande (soprattutto in Cile e Perù). Viene utilizzato in alcuni vini californiani e viene coltivato nell'Italia settentrionale, tra Veneto e Friuli-Venezia Giulia, dove in passato è stato introdotto perché confuso con il Cabernet franc.
Oggi si trova raramente in Francia, il produttore principale di Carménère è il Cile, con più di 8.800 ettari (2009) coltivati nel Valle Centrale. L'Italia occupa il secondo posto con circa 4.200 ettari, e viene anche coltivato in quantità minori nelle regioni della California e Walla Walla negli Stati Uniti.
Dal 2009 la coltivazione del vitigno Carménère è diventata DOC in Veneto.

## Carmenere e Merlot
L'uva carménère assomiglia al Merlot, col quale viene facilmente confuso. Occorre notare, però, alcune differenze ampelografiche: da giovani le foglie del Carménère hanno una tonalità rossa mentre quelle del Merlot sono bianche; il Merlot, inoltre, matura due o tre settimane prima.